# Toldgaarden
Toldgaarden er et mindre bygningskompleks beliggende på Haraldsdalvej i Padborg.
Det blev bygget i 1921, kort efter at den nuværende landegrænse mellem Danmark og Tyskland blev fastlagt. Toldgaarden fungerede som tjenesteboliger for grænsegendarmerne indtil 1994, hvor det blev solgt og fungerer i dag som privat andelsboligforening A/B Toldgaarden.
I juni 2022 fejrer Toldgaarden 100 års jubilæum.
Toldgaarden består af 16 boliger.
Gendarmstien starter for enden af Haraldsdalvej.